# Стабильность (взрывчатых веществ)
Стаби́льность взрывчатых веществ — мера способности к сохранению физических, химических и взрывчатых свойств химического состава с течением времени.

## Виды
Разделяют два основных вида стабильностей взрывчатых веществ - т.н. химическую (стабильность химического состава или химическую стойкость) и физическую - способность сохранять в необходимых пределах физические характеристики.

### Химическая
Стабильность химического состава определяется его компонентами и физическим состоянием.
При изготовлении в промышленных условиях, как правило, имеет высокую стабильность. Срок их хранения при этом может исчисляться десятилетиями. К примеру, высокую химическую стабильность (а значит - и больший срок хранения) имеют нитросоединения, а также их смеси с аммиачной селитрой, куда меньшую стабильность имеют нитроэфиры, - для повышения их стабильности применяют стабилизирующие химический состав добавки.
В условиях эксплуатации может практически теряться за счёт взаимодействия материалов нестабильной окружающей среды с компонентами химического состава. Например, сульфиды, содержащиеся в пиритах, а также всевозможные колчеданы, при наличии воды и непосредственном контакте могут существенно снижать таковую в химических составах на основе аммиачной селитры вплоть до отрицательных значений.

#### Температурная
Химическую стабильность при нагревании обычно называют термостабильностью, она различна для разных классов соединений. Так, N-нитрамины имеют более высокую термостабильность, чем нитросоединения или нитроэфиры.